# 三氯乙醛
三氯乙醛，也稱氯醛（英語：Chloral），是一種有機化合物，化學式為Cl3CCHO。它是一種無色液體，可溶於多種溶劑。它與水反應形成水合氯醛，一種曾經廣泛使用的鎮靜劑和安眠藥。

## 生產
1832年，德國化學家尤斯圖斯·馮·李比希首次製備並命名了三氯乙醛，通過使用乾燥氯氣處理無水乙醇制得。
在商業上通過乙醛在鹽酸存在下氯化產生水合氯醛來生產三氯乙醛，乙醇也可用作原料。該反應由三氯化銻催化：
H3CCHO + 3Cl2 + H2O → Cl3CCH(OH)2 + 3HCl
從反應混合物中蒸餾出水合氯醛，然後將餾出物用濃硫酸脫水，然後分離較重的酸層（含有水）：
Cl3CCH(OH)2 → Cl3CCHO + H2O
將所得產物經過分餾提純。在一些氯化的水中也會產生少量水合氯醛。

## 主要反應
三氯乙醛傾向於與水（生成水合氯醛）和醇形成加成物。
三氯乙醛也是滴滴涕合成的重要組成部分。在硫酸作催化剂存在下，用氯苯處理三氯乙醛：
Cl3CCHO + 2 C6H5Cl → Cl3CCH(C6H4Cl)2 + H2O
奧特馬·蔡德勒於1874年描述了該反應。相關的除草劑甲氧滴滴涕也由三氯乙醛生產。
使用氫氧化鈉處理三氯乙醛會得到氯仿和甲酸鈉。
Cl3CCHO + NaOH → Cl3CH + HCOONa
三氯乙醛很容易還原為三氯乙醇，三氯乙醇在體內由三氯乙醛產生。

## 毒性
三氯乙醛和水合氯醛具有相同的生物學特性，且前者水合迅速。水合氯醛常規按克量級給藥於患者，且沒有持久影响。長時間暴露在蒸氣中是有毒的，接觸4小時的LC50為440 mg/m3。